# Юэсюшань (стадион)
Стадион Юэсюшань (кит. упр. 越秀山体育场) — многофункциональный стадион, расположенный в Гуанчжоу, Гуандун. В основном принимает футбольные матчи команды Суперлиги «Гуанчжоу Фули». Общее количество мест — 30 000.

## История
Стадион был построен в 1950 году и вмещал 35,000 зрителей. Принимает матчи Суперлиги и Кубка Китайской футбольной ассоциации. В первой половине сезона 2012 Суперлиги был домашним стадионом команды «Гуанчжоу Фули». Также его использует молодёжная команда «Гуанчжоу Эвергранд».
Добраться до стадиона можно на метро, Линия 2, остановка — Мемориал Сунь Ятсена.

## События
- Super Show 3 — концерт группы Super Junior, 3-й гастрольный тур по Азии, 25 декабря 2010 года.